# Square de la Rue Hélène
Square de la Rue Hélène är en park i Quartier des Batignolles i Paris sjuttonde arrondissement. Parken är uppkallad efter en viss monsieur Hélène som ägde den mark, på vilken parken sedermera anlades. Square de la Rue Hélène har en entré vid Rue Hélène 16 bis.
Square de la Rue Hélène har en lekplats, en basketplan samt dricksvattenfontäner.

## Omgivningar
- Sainte-Marie des Batignolles
- Square des Batignolles med Allée Barbara
- Parc Martin-Luther-King

## Bilder
| - Square de la Rue Hélène. - Sainte-Marie des Batignolles. - Square des Batignolles. - Parc Martin-Luther-King. |

## Kommunikationer
- Tunnelbana – linje  – La Fourche
- Busshållplats Ganneron – Paris bussnät